# Groede
Groede est un village appartenant à la commune néerlandaise de L'Écluse, situé dans la province de la Zélande. En 2009, le village comptait 1 073 habitants.
Groede fut une commune indépendante jusqu'en 1970 ; en cette année, la commune a été rattachée à la commune d'Oostburg.

## Galerie

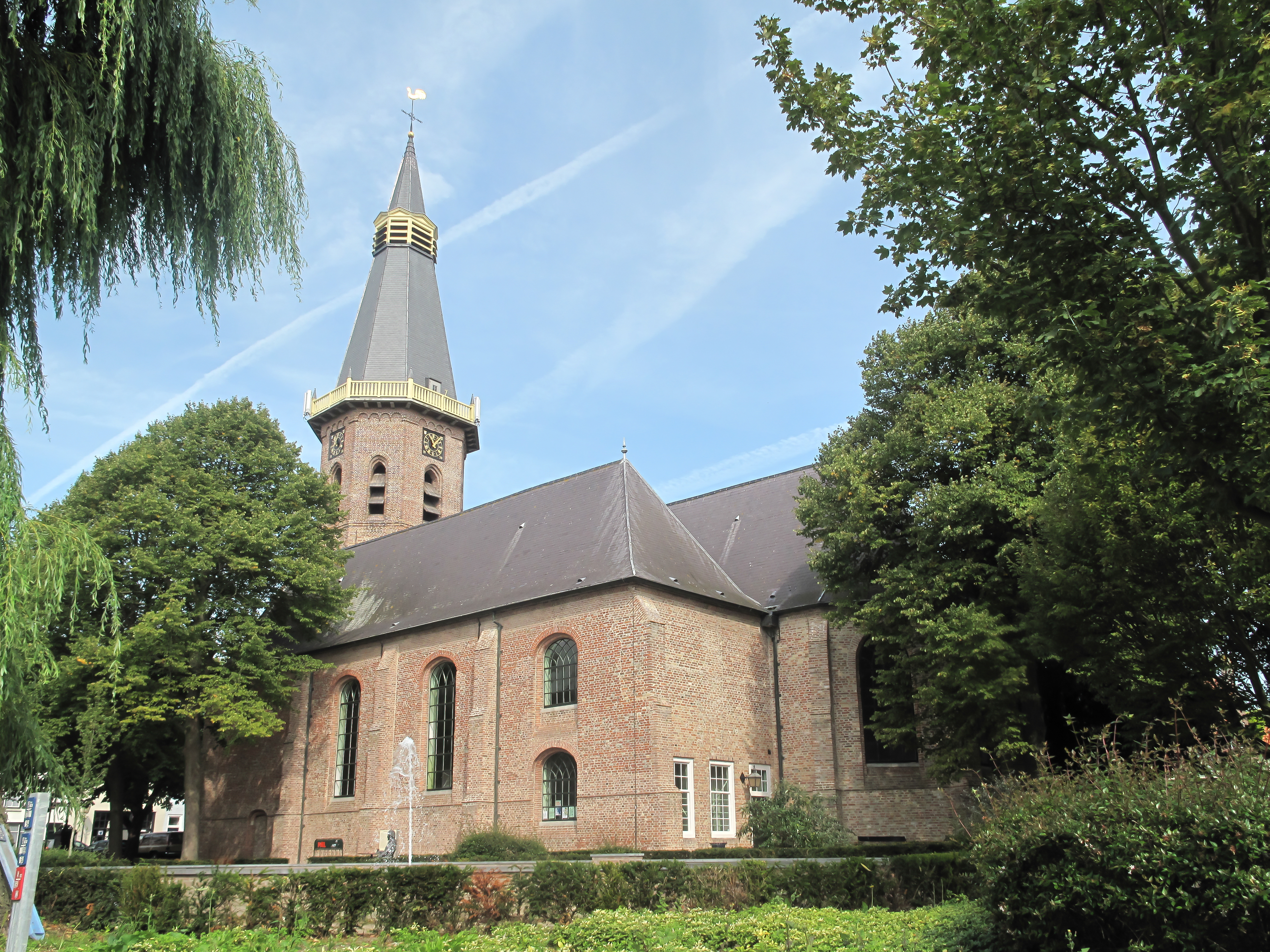
Groede, église: de Grote Kerk
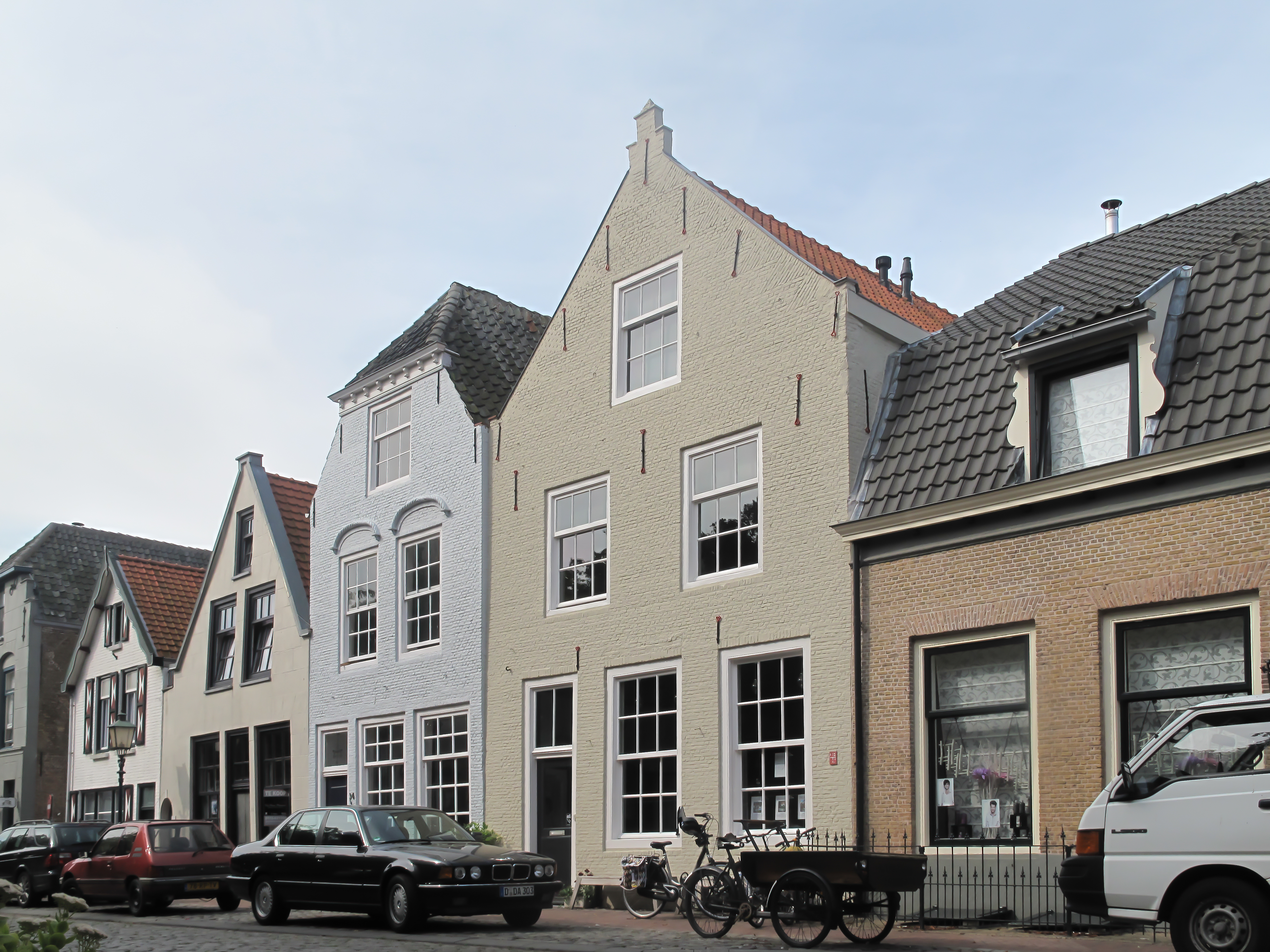
Groede, bâtiments classés sur le Markt
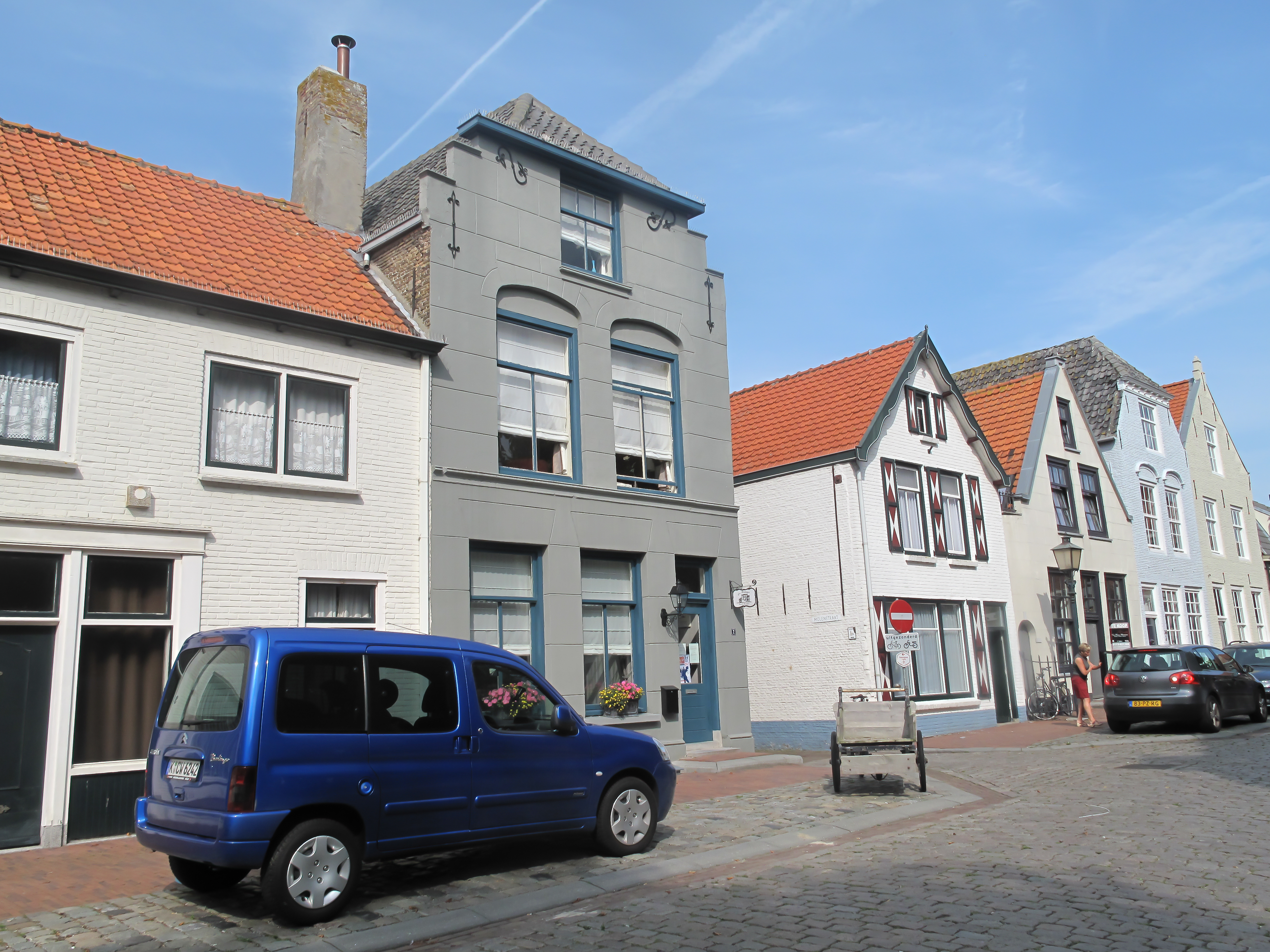
Groede, bâtiments classés sur le Markt